# ويليام جي برينان
ويليام جي برينان (بالإنجليزية: William J. Brennan Jr.) (و. 1906 – 1997 م) هو محام، وقاض من الولايات المتحدة الأمريكية ولد في نيوآرك، نيوجيرسي.
وهو عضو في الحزب الديمقراطي الأمريكي .

## التعليم
تعلم في جامعة بنسلفانيا، وكلية هارفارد للحقوق.

## جوائز
حصل على جوائز منها وسام الحرية الرئاسي.

## روابط خارجية
- ويليام جي برينان على موقع IMDb (الإنجليزية)
- ويليام جي برينان على موقع الموسوعة البريطانية (الإنجليزية)
- ويليام جي برينان على موقع إن إن دي بي (الإنجليزية)